# Pericallia melanopsis
Pericallia melanopsis là một loài bướm đêm thuộc phân họ Arctiinae, họ Erebidae.